# 路易吉·佩卢
路易吉·杰罗拉莫·佩卢（義大利語：Luigi Gerolamo Pelloux，1839年3月1日—1924年10月26日），是意大利王国时期的军人、右翼政治家。
佩卢是萨伏伊人。他曾于1898年6月28日至1900年6月24日担任意大利总理，他所领导的内阁被历史学家们普遍认为是偏向保守，且偏向军国主义路线。

## 延伸阅读
- 本条目包含来自公有领域出版物的文本: Chisholm, Hugh (编). .  (第11版). London: Cambridge University Press. 1911.
- Clark, Martin (2008). Modern Italy: 1871 to the present, Harlow: Pearson Education, ISBN 1-4058-2352-6
- Seton-Watson, Christopher (1967). Italy from liberalism to fascism, 1870-1925, New York: Taylor & Francis, ISBN 0-416-18940-7